# Östra Herrestads socken
Östra Herrestads socken i Skåne ingick i Ingelstads härad, uppgick 1969 i Simrishamns stad och området ingår sedan 1971 i Simrishamns kommun och motsvarar från 2016 Östra Herrestads distrikt.
Socknens areal är 14,15 kvadratkilometer varav 14,04 land. År 2000 fanns här 102 invånare. Gärsnäs slott samt kyrkbyn Östra Herrestad med sockenkyrkan Östra Herrestads kyrka ligger i socknen.

## Administrativ historik
Socknen har medeltida ursprung. 
Vid kommunreformen 1862 övergick socknens ansvar för de kyrkliga frågorna till Östra Herrestads församling och för de borgerliga frågorna bildades Östra Herrestads landskommun. Landskommunen uppgick 1952 i Hammenhögs landskommun som uppgick 1969 i Simrishamns stad som 1971 ombildades till Simrishamns kommun. Församlingen uppgick 2002 i Hammenhögs församling.
1 januari 2016 inrättades distriktet Östra Herrestad, med samma omfattning som församlingen hade 1999/2000.  
Socknen har tillhört län, fögderier, tingslag och domsagor enligt vad som beskrivs i artikeln Ingelstads härad. De indelta soldaterna tillhörde Södra skånska infanteriregementet, Albo kompani.

## Geografi
Östra Herrestads socken ligger väster om Simrishamn på Österlen kring Tommarpsån. Socknen är en uppodlad slättbygd.

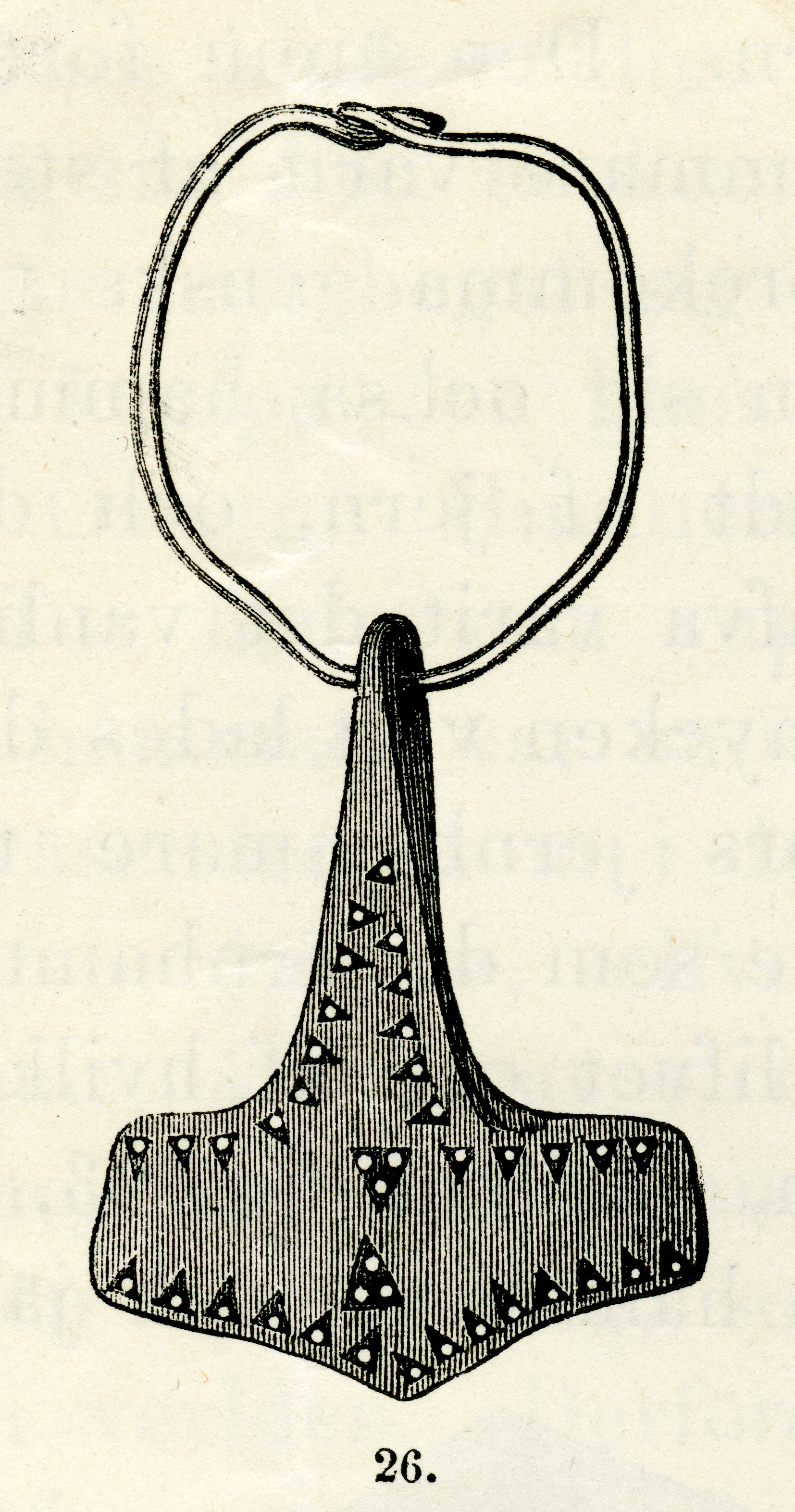
Torshammare av silver som 1729 hittades på ägorna till Gärsnäs säteri i Östra Herrestads socken.

## Fornlämningar
En boplats från stenåldern finns här. Från bronsåldern finns gravhögar. Från järnåldern finns skeppssättningen Stenhed. En runsten finns i kyrkan.

## Namnet
Namnet skrevs 1430 Härestathe och kommer från kyrkbyn. Namnet innehåller mansnamnet Häri och sta(d), 'ställe, plats'. Östra tillades på 1500-talet..